# Meerlo
Meerlo ist ein Dorf in der niederländischen Provinz Limburg. Es gehört seit 2010 zur Gemeinde Horst aan de Maas.

## Geschichte
Das Dorf wurde erstmals in den 1180er Jahren als Mirlare erwähnt. Der Dorfname ist eine Kombination aus „Waldweide“ und Sumpf. Meerlo entwickelte sich im Mittelalter entlang des Flusses Grote Molenbeek. 1485 wurde Meerlo eine unabhängige Gemeinde. 1648 wurde sie Teil des spanischen Geldern. 1713 ging das Dorf an Preußen und wurde schließlich 1815 Teil des Königreichs der Niederlande.
Das Schloss Meerlo existierte seit 1230. Es wurde 1580 zerstört, 1619 wieder aufgebaut und 1752 niedergebrannt. Graf von Hatzfeldt ordnete den Wiederaufbau der Bauernhöfe auf dem Schlossgelände an, die heute als 't Kasteeltje (kleines Schloss) bekannt sind.
Die katholische Johannes-der-Täufer-Kirche ist eine dreischiffige Kirche mit seitlichem Turm. Sie wurde 1934 und 1935 als Ersatz für die Kirche aus der Zeit um 1500 erbaut. 1944 wurde der Turm gesprengt und 1954 wieder aufgebaut.
Meerlo hatte 1840 insgesamt 520 Einwohner. Bis 1969 war es eine eigenständige Gemeinde und bis 2010 war es Sitz der ehemaligen Gemeinde Meerlo-Wanssum, die dann nach Horst aan de Maas eingegliedert wurde.

## Persönlichkeiten
- Marijn Poels (* 1975), Filmemacher, Dokumentarfilmer und Produzent
- Hanna van de Voort (1904–1956), Widerstandskämpferin